# یواس‌اس ولکان (ای‌آر-۵)
یواس‌اس ولکان (ای‌آر-۵) (به انگلیسی: USS Vulcan (AR-5)) یک کشتی بود که طول آن ۵۳۰ فوت (۱۶۰ متر) بود. این کشتی در سال ۱۹۴۰ ساخته شد.